# От-Кото
От-Кото̀ (на френски: Haute-Kotto) е една от 14-те административни префектури на Централноафриканската република. Разположена е в източната част на страната и граничи със Судан и Южен Судан. Площта на префектурата е 86 550 км², а населението е около 70 000 души (2003). Гъстотата на населението в От-Кото е около 0,8 души/км². Столица на префектурата е град Бриа.